# Bitcrusher
Bitcrusher ist ein digitaler Audio-Effekt, der durch die Reduktion der Amplitudenauflösung von digitalen Audiodaten eine Verzerrung erzeugt. Der Effekt wird oft kombiniert mit einer Reduktion der Abtastrate.
Eine digitale Aufnahme hat eine Auflösung des Pegels von n Bit, d. h., es gibt {\displaystyle 2^{n}} (mit {\displaystyle n\in \mathbb {N} }) mögliche Zustände des Pegels. Reduziert man die Zahl n, vermindert sich dadurch die Anzahl der möglichen Zustände und damit die Auflösung. Standard bei CDs ist eine Auflösung von 16 Bit, also {\displaystyle 2^{16}} mögliche Zustände. Bei ca. 8 Bit und weniger lassen sich Verzerrungen und dadurch eine Abnahme der Aufnahmequalität wahrnehmen. Diese Verzerrungen fügen dem Ausgangssignal Obertöne hinzu und zwar so, dass die Wellenform „eckiger“ wird. Im Gegensatz dazu wird bei einem analogen Verzerrer, bei dem ebenfalls Obertöne generiert werden, die Wellenform aber eher abgerundet, was einen wärmeren Klangeindruck vermittelt.

## Anwendung
Oft angewandt wird der Effekt bei Electro und ähnlichen Spielarten der elektronischen Musik, die bewusst auf Klangqualität verzichten („Lo-Fi“ statt Hi-Fi). Typische Bitcrusher-Sounds finden sich aber auch in aktueller Popmusik. Ein Beispiel für einen durch den Bitcrusher verzerrten Sound findet sich in der Anfangssequenz des Songs Chemicals der Band The Notwist. Die Samples des Drumcomputers Roland TR-909 haben z. B. eine Auflösung von 6 Bit. Auch eigene Drum-Samples können mit Hilfe eines Bitcrushers „knackiger“ und prägnanter gestaltet werden. Der Effekt ist in vieler Musiksoftware standardmäßig enthalten. Auch in Hardware kommt er vor, z. B. im Nord Modular/Micro Modular von Clavia oder im Korg Electribe EMX, wobei der Effekt als „Decimator“ bezeichnet wird. 